# Tonje Nøstvold
Tonje Nøstvold (Stavanger, 7 de mayo de 1985) es una jugadora de balonmano noruega. Consiguió 2 medallas olímpicas de oro.